# Mateo Paleólogo Asen
Mateo Paleólogo Asen (en griego: Ματθαῖος Παλαιολόγος Ἀσάνης; fallecido el 29 de marzo de 1467) fue un aristócrata y funcionario bizantino, relacionado con las dinastías Asen y Paleólogo.

## Biografía
Era hijo de Pablo Asen y hermano de Simonida y Teodora Asen. En 1441, su hermana Teodora se casó con el déspota Demetrio Paleólogo, con cuya carrera estaba entrelazado el destino de Mateo. El historiador búlgaro Iván Bozhilov conjetura que Mateo debe haber nacido en los primeros años del siglo XV, pero antes de c. 1405.
Mateo aparece por primera vez en septiembre de 1423, cuando fue enviado junto con su cuñado al rey Segismundo de Hungría. En 1442, participó activamente en el fallido asedio de Constantinopla de Demetrio, con la ayuda de los otomanos. Ambos fueron arrestados por orden del emperador Juan VIII, pero lograron huir y fueron albergados temporalmente por los genoveses en Gálata.
Luego acompañó a Demetrio a su puesto como gobernador de Lemnos y, posteriormente, lo siguió hasta el Despotado de Morea. En 1452, logró una victoria sobre un ejército otomano al mando de Turahanoğlu Ahmed Bey en Leontari, atrayéndolo hacia un estrecho desfiladero. La mayoría de los turcos cayeron, y el propio Ahmed Bey fue capturado.
Desde 1454 fue gobernador de Corinto, hasta que entregó la fortaleza al sultán otomano Mehmed II en 1458. A mediados de mayo de 1460, cuando Mehmed llegó a Corinto y exigió que Demetrio, su vasallo, fuera a su encuentro, este último tuvo miedo y envió a Mateo en su lugar. Se sabía que el sultán respetaba a Mateo, pero la falta de aparición de Demetrio lo enfureció, y no se apaciguó con los suntuosos regalos que Mateo trajo consigo. Mateo fue puesto bajo arresto, y Mehmed marchó contra Mistrá, la capital de Morea. Demetrio entregó la ciudad el 29 de mayo, poniendo fin al Despotado. En recompensa, Demetrio recibió la ciudad de Eno en Tracia como infantazgo, donde él, Teodora y Mateo pasaron los siguientes siete años. En ese momento, cayeron repentinamente del favor del sultán y fueron desposeídos. Según Jorge Esfrantzes, una fuente ciertamente hostil, eso se debió a que Mateo, quien estaba a cargo del monopolio de la sal, permitió a sus subordinados engañar a los funcionarios de impuestos del sultán. Demetrio, Teodora y Mateo dejaron Eno para Didimótico, donde vivieron en gran pobreza, y donde Mateo murió el 29 de marzo de 1467. Después de eso, el sultán se apiadó de Demetrio y su esposa, permitiéndoles establecerse en Adrianópolis, cerca de su hija Helena, y les proporcionó un pequeño estipendio hasta su muerte en 1470.
Mateo Paleólogo Asen se casó con la hija anónima del mesazonte Eudaimonoioannes. Es probable que tuviera una hija anónima que murió poco después de él. Bozhilov teoriza que Tomás Asen Paleólogo, exiliado bizantino en el Reino de Nápoles y «señor de Corinto», era su nieto.